# Rio Laje
O rio Laje Komi-Memen é um rio brasileiro no estado de Rondônia. É um afluente da margem direita do rio Mamoré, desembocando no rio Madeira. Sua nascente está localizada no no coração do Parque Estadual Guajará Mirim.
O Rio Laje está localizado na parte noroeste do estado de Rondônia, no bioma amazônico, próximo a fronteira com o estado do Acre e da Bolívia. É a principal fonte de segurança alimentar dos povos indígenas que vivem na Terra Indígena Igarapé Laje.

## Rios como Sujeitos de Direitos
Em 2023, o Rio Laje foi reconhecido como sujeito de direitos por uma lei promulgada na Câmara Municipal de Guajará-Mirim (RO). É a primeira lei no Brasil que reconhece os direitos legais de um rio.
No âmbito jurídico, a expressão “sujeito de direito” é utilizada para definir o cidadão e engloba não apenas pessoas físicas, mas entidades coletivas, empresas, associações civis e organizações não-governamentais.
No Equador, a Constituição de 2008, logo em seus primeiros artigos, reconhece a natureza como sujeito de direito e, em 2011, o rio Vilcabamba foi tratado como sujeito de direito, após ação movida em decorrência do depósito de grande quantidade de pedras e material de escavação por conta de obra de alargamento de estrada.
Na Nova Zelândia, devido a um conflito entre o governo do país e os povos Maori, que representam cerca de 15% dos habitantes do país, foi resolvido, após a edição de um ato legislativo que reconhecia a interdependência entre aqueles povos e o rio à beira do qual vivem, declarando o rio também como sujeito de direito. 
Na Índia, o mesmo foi feito com dois dos principais rios do país: o Ganges e o Yamuna. Na Colômbia, o mesmo aconteceu com o rio Atrato. Já na África, uma concepção similar é a do ubuntu, espécie de filosofia baseada na solidariedade e convivência harmônica, enquanto na América do Norte há a chamada jurisprudência da Terra e, na Europa, a ecologia profunda.

## Projeto de Lei 007/2023
O Projeto de Lei foi fortalecido por mudanças na Lei Orgânica do Município, em seu artigo 128, que determina que a administração pública deverá garantir o reconhecimento dos direitos intrínsecos dos corpos d'água, sob a égide do reconhecimento dos Direitos da Natureza.
A lei também estabelece a criação do Comitê Guardião, que deverá ser eleito a partir da indicação comprovados dos membros de sua comunidade, sendo obrigatória a participação de:
- um membro da comunidade indígena Igarapé Laje,
- um membro da comunidade de pescadores,
- um representante da organização Oro wari,
- uma representante das mulheres artesãs indígenas e
- um representante da Universidade Federal de Rondônia.

Este Comitê deverá sempre ser consultado para empreendimentos que afetem a vida do rio. Partindo dos princípios de que este tem os direitos de:
- Manter seu ﬂuxo natural e em quantidade suﬁciente para garantir a saúde do ecossistema;
- Nutrir e ser nutrido pela mata ciliar e as florestas do entorno e pela biodiversidade endêmica;
- Existir com suas condições físico-químicas adequadas ao seu equilíbrio ecológico;
- Inter-relacionar-se com os seres humanos por meio da identificação biocultural, de suas práticas espirituais, de lazer, da pesca artesanal, agroecológica e cultural.

## Ligacoes externas
- Acesse o Projeto de Lei Nº 007/2023 de autoria do Vereador Francisco Oro Waran.